# Gigaom
Gigaom是美国的一家媒体公司，以博客的形式提供创业公司、新兴科技等领域的新闻。

## 历史
它由欧姆·马利克（Om Malik）于2006年创立，2008年保罗·沃尔博斯基（Paul Walborsky）担任其CEO，2009年开始提供付费订阅服务GigaOM Pro。2012年2月8日，Gigaom收购PaidContent。
2014年9月，沃尔博斯基卸任CEO。2015年3月9日，公司停运。创始人马利克称这是因为公司资金周转出现问题，而当时其每月读者尚有640万。2015年5月22日，它被Knowingly Corp.收购，后者在同年八月开始在该网站上发布内容。